# Lightning Over Water
Lightning Over Water is een Zweeds-Duitse documentaire uit 1980 onder regie van Nicholas Ray en Wim Wenders.

## Verhaal
De zieke Amerikaanse regisseur Nicholas Ray wil nog een laatste film draaien voor zijn dood. Zijn West-Duitse collega Wim Wenders is op dat ogenblik in Hollywood voor de opnamen van de prent Hammett. Hij gaat naar New York om zijn vriend te helpen bij het vervullen van zijn laatste wens. Ray wil een film maken over een stervende schilder die naar China zeilt. De film zal echter nooit worden voltooid, omdat de gezondheid van de regisseur intussen al te zeer achteruit is gegaan.

## Rolverdeling
| Acteur           | Personage |
| ---------------- | --------- |
| Gerry Bamman     | Zichzelf  |
| Ronee Blakley    | Zichzelf  |
| Pierre Cottrell  | Zichzelf  |
| Stefan Czapsky   | Zichzelf  |
| Mitch Dubin      | Zichzelf  |
| Tom Farrell      | Zichzelf  |
| Becky Johnston   | Zichzelf  |
| Tom Kaufman      | Zichzelf  |
| Pat Kirck        | Zichzelf  |
| Edward Lachman   | Zichzelf  |
| Martin Müller    | Zichzelf  |
| Craig Nelson     | Zichzelf  |
| Nicholas Ray     | Zichzelf  |
| Susan Ray        | Zichzelf  |
| Timothy Ray      | Zichzelf  |
| Martin Schäfer   | Zichzelf  |
| Chris Sievernich | Zichzelf  |
| Wim Wenders      | Zichzelf  |